# Hersteld Hervormde Kerk (Gameren)

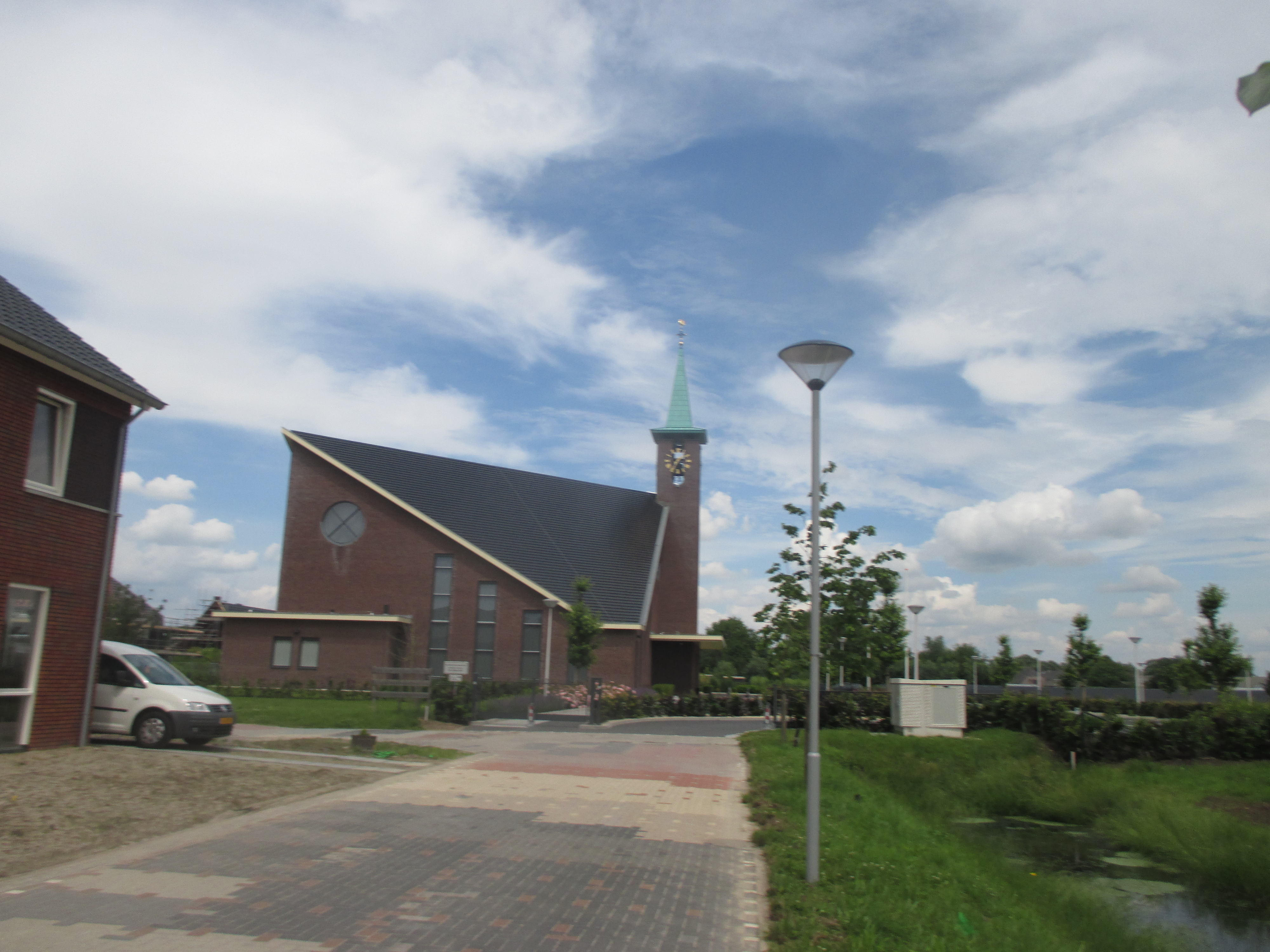

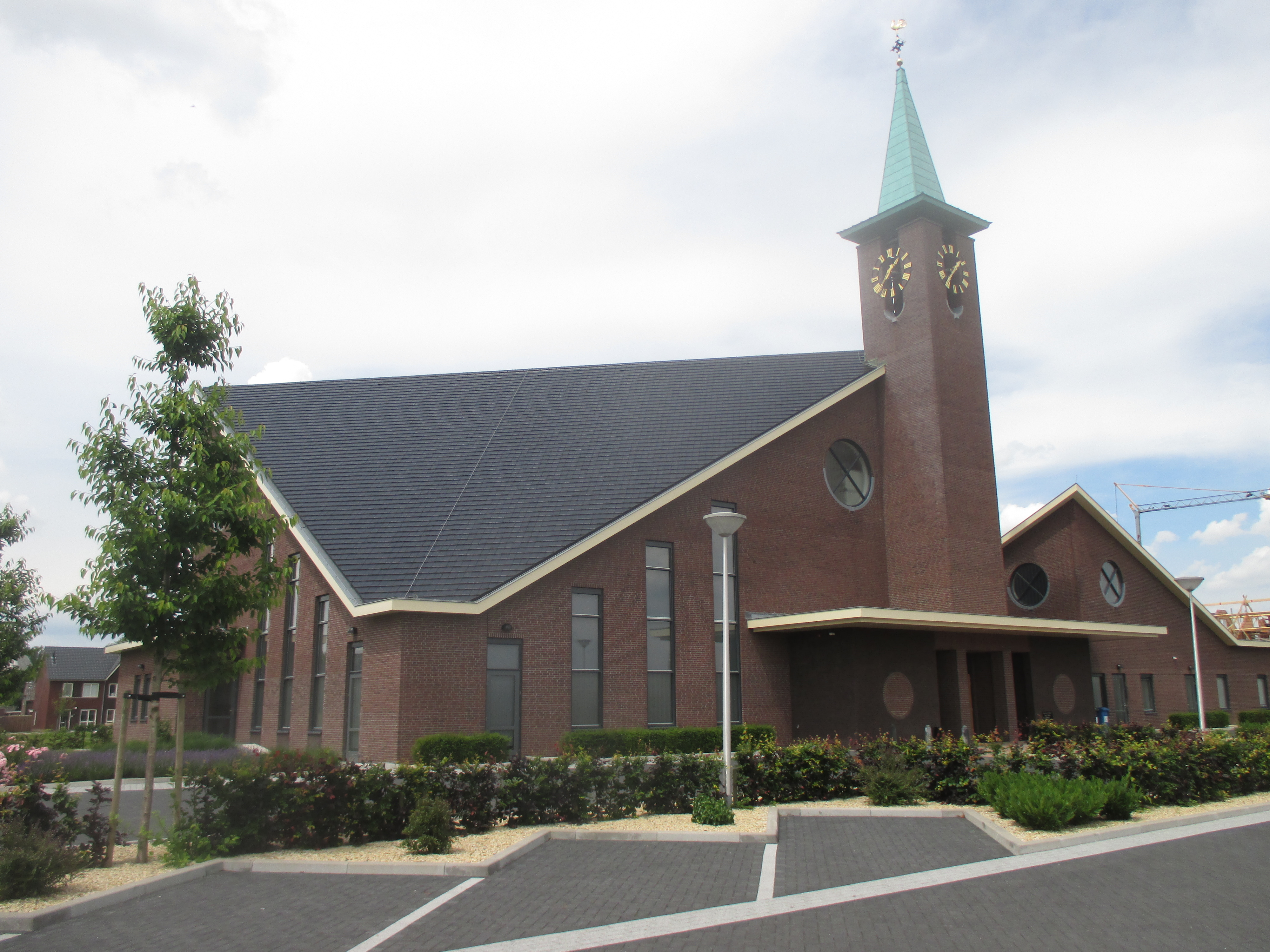

De Hersteld Hervormde Kerk ofwel 'Kerkelijk Centrum De Oude Hof' is een christelijk religieus complex te Gameren.
Het gebouw is ontworpen door architectenbureau Van Beijnum en in 2014 in gebruik genomen. Het bestaat uit een bakstenen zaalkerk waarin 350 personen kunnen plaatsnemen. Ook is er een aantal vergaderzalen. Typerend is de driehoekige plattegrond met schuin aflopend dak. Rechts daarvan bevindt zich onder een luifel de ingang. Boven de ingang is een aangebouwde vierkante toren, gedekt met kopergroene vierzijdige spits.
In de kerk bevindt zich een Flentrop-orgel uit 1958, afkomstig uit de Opstandingskerk te Den Helder.